# Muke (Rinhat)
Muke is een bestuurslaag in het regentschap Belu van de provincie Oost-Nusa Tenggara, Indonesië. Muke telt 457 inwoners (volkstelling 2010).